# Reut Alush
Reut Alush (hebräisch רעות אלוש; * 26. November 1990 in Kirjat Bialik, Israel) ist eine israelische Schauspielerin.

## Leben und Karriere
Alush wurde am 26. November 1990 in Kirjat Bialik geboren. Ihre Familie stammt aus Tunesien und dem Jemen. Sie hat einen Bruder, Aviv Alush, der ebenfalls Schauspieler ist. Ihre Schauspielausbildung absolvierte sie von 2013 bis 2016 am "The Performing Arts Studio".
Alush debütierte 2016 in der Serie Charlie Golf One. Anschließend war sie 2017 in Metim LeRega zu sehen. Von 2020 bis 2024 spielte sie in Black Space eine Hauptrolle.
Seit März 2022 ist sie mit Yaniv Bohbot verheiratet. Im Januar 2023 bekamen sie einen Sohn.

## Filmografie
Serien
- 2016: Charlie Golf One
- 2017: Metim LeRega
- 2018: The stylist
- 2019–2020: HaTachana
- 2020–2024: Black Space